# 국도 제78호선 (이란)
국도 제78호선(페르시아어: جاده 78, Road 78)은 코길루예부예르아마드주 야수즈와 케르만주 라바르를 사이에 이어주는 총 연장 647 km의 거리를 가진 이란의 일반 국도이다. 그러나 이 도로는 아바데에서 아시안 하이웨이 72호선()의 일부로 구성된 국도 제65호선과도 연결되어 있다.